# Пјацола Баса (Сондрио)
Пјацола Баса је насеље у Италији у округу Сондрио, региону Ломбардија.
Према процени из 2011. у насељу је живело 4 становника. Насеље се налази на надморској висини од 644 м.